# Hanspeter Hofmann
Hanspeter Hofmann (* 1960 in Mitlödi, Schweiz) ist ein Schweizer zeitgenössischer Maler.

## Werk
In seinen Arbeiten lässt sich der Einfluss seiner früheren Tätigkeit als Chemielaborant erkennen. Hofmann verwendet für seine Werke zumeist Farben, die sich je nach Betrachterstandpunkt und Lichteinfall ändern und auf vordergründig weißen Flächen erscheinen Linien und Zellstrukturen, die an psychedelische Muster der 1970er Jahre, wie an Bilder von Hautzellen und Krankheitserregern aus dem Labor erinnern. Oszillierende Interferenzfarben, Perlmutt- und Neoneffekte prägen seine Bilder. Hofmann lebt und arbeitet in Basel.

## Ausstellungen
Im Rahmen bestimmter Themenprojekte waren die Arbeiten Hofmanns zusammen mit denen weiterer Künstler bereits in verschiedenen Museen zu sehen, so etwa Staatsgalerie Moderner Kunst im Glaspalast Augsburg (Gegen den Strich), „Vom Schnee“ im Museum Kitzbühel, „Swiss made 2“ im Kunstmuseum Wolfsburg und „Künstlerräume/Sammlerräume“ im Kunstmuseum St. Gallen.

### Einzelausstellungen (Auswahl)
- „Tiwster“, Galerie Jamileh Weber, Zürich, 2008
- „Men and Apes“, Galerie Schmidt Maczollek, Köln, 2008
- „Schneeblind“, Engholm Engelhorn Galerie, Wien, 2008
- „United Line up und Fahne“, Galerie Stampa, Basel, 2007
- „Sincerely, Jewels“, Galerie Jamileh Weber, Zürich, 2006
- „Responsive Eye Responsive Brain“, Engholm Engelhorn Galerie, Wien, 2005
- „Echorausch“, Galerie Schmidt Maczollek, Köln, 2005
- „Stoked“, Kunstverein Freiburg, 2004
- „Supercritical Fluids“, Kunsthaus Glarus, Schweiz, 2003
- Art Statements, Art Basel Miami Beach, Tony Wüthrich Galerie, Basel, 2002
- Kunsthalle Basel (mit Vera Lutter), 2001
- Villa Merkel, Galerien der Stadt Esslingen (mit Thomas Rentmeister), 2001
- Galerie Mezzanin, Wien, 2000
- Galerie Walcheturm, Zürich, 2000
- „In Vitro“, 8 Holzschnitte, Galerie Tschudi, Glarus, Schweiz, 1994

## Bibliographie
In mehreren die Ausstellungen begleitenden Katalogen werden Werke Hofmanns abgebildet und beschrieben:
- Kitzbühel. Vom Schnee. Zum 50. Todestag von Alfons walde = On snow. Stadtgemeinde Kitzbühel, Kitzbühel 2008, (Schriftenreihe des Museums Kitzbühel 4, ZDB-ID 2515047-9).
- Christoph Doswald (Hrsg.): bonheur automatique II. JRP Ringier Kunstverlag, Zürich u. a. 2007, ISBN 978-3-905829-81-5, (Zur Ausstellung im Kunsthaus Graz und der Villa Arson, Nizza).
- Christoph Doswald (Hrsg.): bonheur automatique. JRP Ringier Kunstverlag, Zürich u. a. 2007, ISBN 978-3-905770-67-4, (Zur Ausstellung im Kunsthaus Graz und der Villa Arson, Nizza; Druckwerke 1992–2007).
- Eva Korazija: Schweizerische Künstlergraphik im 20. Jahrhundert. Mit einem Beitrag von Bernadette Walter. Herausgegeben von der Graphischen Sammlung der ETH Zürich. Schwabe, Basel 2005, ISBN 3-7965-2181-9, (Das Thema des Buches wurde durch 3 Ausstellungen vorbereitet: „Die Fahrt ins 20. Jahrhundert“, Graphische Sammlung der ETH Zürich, 12. Februar – 17. April 2003. „Flugstunde“, Graphische Sammlung der ETH, Zürich, 3. März – 23. April 2004. „Schweizer Druckgraphik 1980 - 2005“, Helmhaus Zürich, 18. November 2005 – 8. Januar 2006).
- Naturellement abstrait. L'art contemporain suisse dans la collection Julius Baer. Centre d'art contemporain, Genf 2005, ISBN 2-8399-0104-8, (Zur Ausstellung Centre d'art contemporain à Genève 27. September – 6. November 2005).
- Nádia Schneider (Hrsg.): Hofmann - Supercritical fluids. Kunsthaus, Glarus 2003, ISBN 3-936919-13-5, (Zur Ausstellung: Kunsthaus Glarus, 17. April – 15. Juni 2003).
- Peter Pakesch (Hrsg.): Hanspeter Hofmann. Schwabe, Basel 2001, ISBN 3-7965-1707-2, (Kunsthalle Basel 41), (Zur Ausstellung: Kunsthalle, Basel, 20. Januar – 16. April 2001).
- Johannes Schlebrügge (Hrsg.): Hanspeter Hofmann. P & S, Wien 2000, ISBN 3-85160-012-6, (Zu den Einzelausstellungen: Galerie Mezzanin, Wien, April - Mai 2000; Galerie Walcheturm, Zürich, März - April 2000).